# Sunset Strippers
Sunset Strippers ist das gemeinsame Projekt der britischen Studio-DJs Harry Diamond, Sergei Hall und Kieron McTernan.
Anfang 2005 entstand in ihrem Studio in Brighton ein House-Remix des Hits Waiting For A Star To Fall des US-amerikanischen Duos Boy Meets Girl aus dem Jahr 1988. Mit der Single Falling Stars erreichte die Band im März 2005 Platz 3 der britischen Singlecharts.